# لیونز، کامبریا
لیونز (به انگلیسی: Levens) یک روستا و محله مدنی در بریتانیا است که در South Lakeland واقع شده‌است. لیونز ۱٬۰۴۹ نفر جمعیت دارد.